# Zhangjia (socken i Kina, Guangxi, lat 22,15, long 109,54)
Zhangjia (kinesiska: 樟家, 樟家乡) är en socken i Kina. Den ligger i den autonoma regionen Guangxi, i den södra delen av landet, omkring 150 kilometer sydost om regionhuvudstaden Nanning. Zhangjia ligger vid sjön Xiaojiang Shuiku.
Genomsnittlig årsnederbörd är 2 419 millimeter. Den regnigaste månaden är juli, med i genomsnitt 403 mm nederbörd, och den torraste är januari, med 40 mm nederbörd.